# Aribeu
Aribeu (em latim: Aribaeus; em grego clássico: Ἀρίβαιος; romaniz.: Aríbaios), segundo a Ciropédia de Xenofonte, foi rei dos capadócios no século VI a.C.. Segundo o autor, foi morto pelos hircanos durante o reinado do xainxá Ciro II (r. 550–530 a.C.).